# Cana (Roccalbegna)
Cana is een plaats (frazione) in de Italiaanse gemeente Roccalbegna.